# Hili (plume)
L'Hili è una struttura geologica della superficie di Tritone.